# 长卵苞翠雀花
长卵苞翠雀花（学名：Delphinium elliptico-ovatum）为毛茛科翠雀属的植物，为中国的特有植物。分布于中国大陆的新疆等地，生长于海拔1,900米至2,000米的地区，一般生长在生山坡上，目前尚未由人工引种栽培。